# Temurkhuja Abdukholiqov
Temurkhuja “Tima” Abdukholiqov (Taskent, Uzbekistán; 25 de septiembre de 1991) es un futbolista profesional uzbeko que juega como delantero en el Khor Fakkan Club y en la selección nacional de Uzbekistán.

## Trayectoria

### Pakhtakor Tashkent
Abdukholiqov debutó con el FC Pajtakor Tashkent en la Super Liga de Uzbekistán el 5 de marzo de 2011 contra el Qizilqum Zarafshon en el que fue titular y marcó un gol antes de salir en el minuto 88 cuando el Tashkent ganaba por 2-0. Luego marcó su segundo gol con su equipo el 16 de marzo del mismo año durante la Liga de Campeones de la AFC contra el Al-Sadd Sports Club.

### Hajduk Split
El 10 de febrero de 2014 fichó por el Hajduk Split después de una semana de prueba con el club. Se convirtió en el primer jugador uzbeko en jugar en Croacia. Fue liberado en diciembre de 2014 después de solo 10 apariciones con el club y solo 3 minutos jugados en la primera mitad de la temporada 14/15.

## Clubes
| Años      | Club                 | PJ | (Goles) |
| 2009-2011 | Bunyodkor-2          | 9  | (2)     |
| 2011-2014 | FC Pajtakor Tashkent | 64 | (22)    |
| 2014      | Hajduk Split         | 10 | (1)     |
| 2015-2017 | Lokomotiv Tashkent   | 50 | (30)    |
| 2017-2018 | Al-Sailiya           | 32 | (17)    |
| 2018-2019 | Lokomotiv Tashkent   | 37 | (17)    |
| 2019      | Khor Fakkan          | 7  | (0)     |
| 2020–     | Lokomotiv Tashkent   | 0  | (0)     |

## Palmarés

### Club
Pakhtakor Tashkent
- Super Liga de Uzbekistán: 2012
- Copa de Uzbekistán: 2011

Lokomotiv Tashkent
- Super Liga de Uzbekistán: 2016, 2018
- Copa de Uzbekistán: 2016
- Supercopa de Uzbekistán: 2015, 2019

### Distinciones individuales
- Máximo goleador de la Super Liga de Uzbekistán: 2016 (22 goles)